# SS Romanic (1903)
SS Romanic byl parník vybudovaný v loděnicích Harland & Wolff v Belfastu původně pod jménem New England pro společnost Dominion Line. Na svou první plavbu z Liverpoolu do Bostonu vyplul 30. června 1898. V listopadu 1903 byl předán White Star Line a přejmenován na Romanic. Na svou první plavbu pod novou společností z Liverpoolu do Bostonu vyplul 19. listopadu 1903. Od prosince sloužil na trasách ze Středozemí do USA. 19. ledna 1912 byl předán společnosti Allan Line a přejmenován na Scandinavian. Sloužil na trase Glasgow – Montreal. 1. října 1915 byla Allan Line převzata společností Canadian Pacific. Scandinavian pak sloužil na trase Liverpool – Kanada, poté od roku 1920 na trase Antverpy – Kanada. V červenci 1922 byl na rok odstaven. 9. července 1923 byl prodán do šrotu.